# Бойко Недялков
Бойко Недялков Недялков е български инженер и бизнесмен.
Роден е в София през 1950 г. Дипломира се по машинно инженерство, завършва специализация по патентно дело и управление на предприятия. Защитава магистърска степен по управление, специализира валутно-финансови и пазарни инструменти за управление на финансовите рискове във Франция.
Той е нещатен сътрудник на Държавна сигурност при РУ на МВР в Кремиковци (1980 – ?) и секретен сътрудник на Първо главно управление (1982 – 1987).
В периода 1993 – 1997 г. ръководи Българо-френския център за обучение на управленски кадри „Марком“, създаден по междуправителствено споразумение. Центърът провежда обучение за следдипломно висше образование със степен „магистър“ с продължителност 3 години: 2 год. в София и последната във Франция. В центъра Недялков преподава корпоративни и международни финанси. Въз основа на „Марком“ е учреден Франкофонският институт по администрация и управление (днес Специализиран институт на Франкофонията по администрация и мениджмънт) през октомври 1996 г.
Програмен директор е на Фондация „Развитие на гражданското общество“ през 1997 г.
Консултира създаването на работническо-мениджърското дружество „Албена 2000“ (днес „Албена холдинг“). В „Албена инвест холдинг“ АД, София (влят по-късно в „Албена холдинг“) става директор „Развитие“ (1998) и изпълнителен директор от август 2001 г. Номиниран е за наградата „Мистър Икономика 2003“ за постигането на професионални успехи в управлението на „Албена инвест холдинг“ АД. Той е изпълнителен директор на „Торготерм“ АД, Кюстендил (производител на професионално кухненско оборудване) от края на 2006 г.
Бил е член и заместник-председател на Управителния съвет на Асоциацията на индустриалния капитал в България – работодателската организация на бившите приватизационни фондове. Владее 5 езика.